# Stura del Monferrato
La Stura del Monferrato, anche detta Stura Piccola e Stura di Casale per distinguerla dagli altri corsi d'acqua omonimi del Piemonte quali la Stura di Lanzo, la Stura di Demonte e la Stura di Ovada, (in piemontese Stura dël Monfrà) è un piccolo corso d'acqua collinare, tributario di destra del Po.

## Percorso
Il torrente nasce e scorre interamente nel complesso collinare del Monferrato settentrionale formando lungo il suo percorso la Val Cerrina. Tuttavia, secondo studi geologici questa valle non fu formata dal fiume Stura: in realtà essa fu formata dal fiume Po, che qui scorreva fino al Pleistocene, quando forti piogge in tutte le Alpi Occidentali fecero variare il corso del Po verso nord-ovest, cioè dove oggi scorre.
Ha una lunghezza totale di 36,7 km e scorre nel territorio comunale di Murisengo, Odalengo Grande, Cerrina Monferrato, Mombello Monferrato e Pontestura, in Provincia di Alessandria, dove confluisce nel fiume Po ad un'altitudine di 122 m s.l.m.

## Regime
Corso d'acqua dalla portata modesta (3,2 m³/s presso la foce) ha un regime esclusivamente pluviale ed è quindi caratterizzato da varianze di portata stagionali.